# Piper harrisii
Piper harrisii är en pepparväxtart som beskrevs av C. Dc.. Piper harrisii ingår i släktet Piper och familjen pepparväxter. Inga underarter finns listade i Catalogue of Life.